# Stazione di Gorey
La stazione di Gorey (in inglese Gorey railway station, in gaelico stáisiún Ghuaire) è una stazione ferroviaria che fornisce servizio a Gorey, contea di Wexford, Irlanda. Attualmente le linee che vi passano sono l'Intercity Dublino–Rosslare e i treni locali del South Eastern Commuter. La stazione, che dista un quarto di miglio dal centro della cittadina, fu aperta il 16 novembre 1863. 
La stazione è dotata di due binari ed è presente anche una torre d'acqua sul lato settentrionale della stazione per i treni a vapore (che ora passano solo occasionalmente). Ogni giorno è percorsa da 8 treni per ognuna delle due direzioni. Da lunedì a venerdì i treni pendolari sono dello stesso numero degli Intercity, il sabato c'è una netta prevalenza di questi ultimi, mentre di domenica i treni pendolari sono completamente assenti.

## Servizi ferroviari
- Intercity Dublino–Rosslare
- South Eastern Commuter

## Servizi
- Biglietteria self-service
- Capolinea autolinee (Main Street, sette minuti a piedi)
- Servizi igienici
- Biglietteria a sportello